# Henri Daniel Guyot

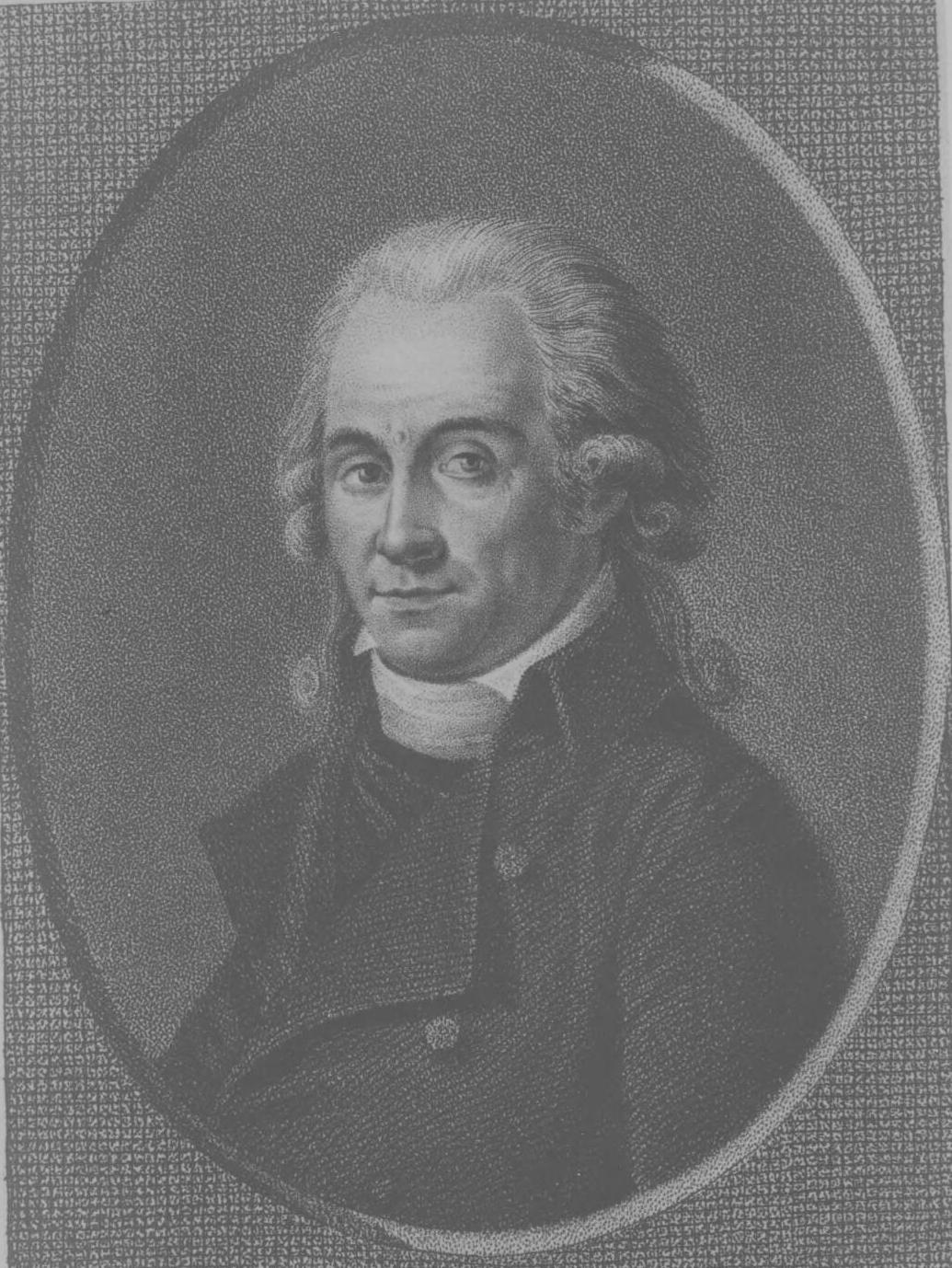
Prof. Dr. Henri Daniel Guyot

Henri Daniel Guyot (* 25. November 1753 in Blegny; † 10. Januar 1828 in Groningen) war Pfarrer der wallonischen Gemeine in Groningen. Er ist bekannt für seine Pionierarbeit mit dem, was man damals ‚taubstumm‘ nannte.

## Jugend und Bildung
Er wurde im Weiler Trois Fontaines in der Nähe von Blegny zwischen Lüttich und Maastricht geboren. Das befand sich damals in der Grafschaft Dalhem in Staats-Overmaas. Er besuchte die Latijnse school und das Athenaeum Illustre in Maastricht. Anschließend studierte er an der Universiteit van Franeker. Ab 1777 war er Pfarrer der wallonischen Gemeinde in Groningen. 1781 zog er in diese Stadt.

## Gründung einer Schule für Gehörlose
Er hielt Bildung für Gehörlose für wichtig. Deshalb gründete er am 14. April 1790 zusammen mit Willem Hora Siccama, Gerrit van Olst und Hendrik van Calcar in Groningen das erste Gehörloseninstitut der Niederlande: das nach ihm benannte Henri Daniel Guyot Instituut. Am Anfang waren es vierzehn Studenten. Guyot stand selbst als Lehrer vor dem Klassenzimmer. In den ersten Jahren fand der Unterricht in kleinen Gebäuden statt, nacheinander in der Brugstraat, der Oude Ebbingstraat und der Turftorenstraat.
Im Jahr 1808 musste sich die Schule aufgrund der stark gestiegenen Schülerzahl nach größeren Räumlichkeiten umsehen. Zunächst wurde über einen Umzug nach Haarlem nachgedacht. Dank der Unterstützung der Provinz und der Stadt Groningen befand sich die Schule im westlichen Teil des Ossenmarkts (heute Guyotplein). Die Häuser wurden in den Jahren 1819, 1822 und 1838 nach und nach in ein Internat für Jungen und Mädchen umgewandelt. Zur Finanzierung des Instituts wurden im ganzen Land Zweigstellen eröffnet. Guyot arbeitete bis zu seinem Tod für sein Institut. Sein Nachfolger wurde sein Sohn Dr. Charles Guyot, der dem Institut bis 1854 verbunden blieb.

## Krankheit
Im Herbst 1827 erkrankte er, was sich Anfang Januar 1828 verschlimmerte. Am frühen Morgen des 10. Januar 1828 starb er an seiner Krankheit. Er ist auf dem Zuiderbegraafplaats in Groningen begraben.

## Auszeichnungen

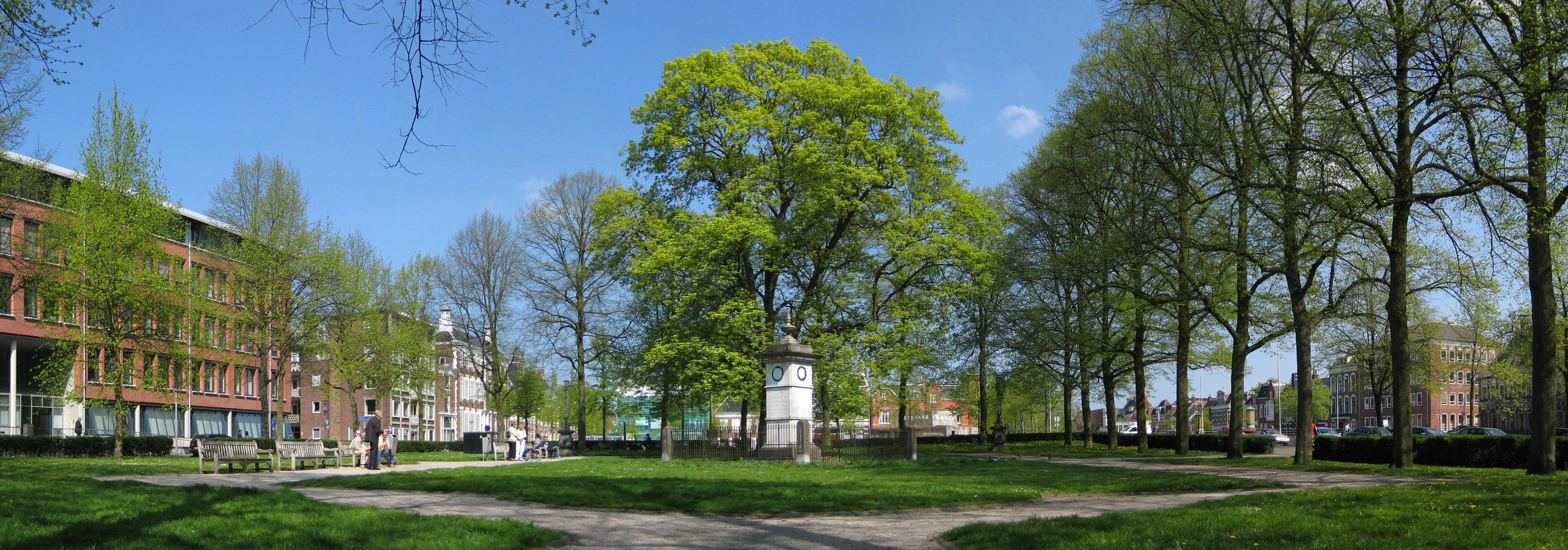
Der Guyotplein in Groningen, mit dem HD Guyot gewidmeten Denkmal in der Mitte (2009)

Im Herbst 1815 erhielt Guyot von König Wilhelm I. die volle Anerkennung für seine Arbeit. Durch königlichen Erlass wurde er zum Mitglied der Fakultät für Kunst und Philosophie der Rijksuniversiteit Groningen ernannt, was ihm erlaubte, sich Professor zu nennen. Bereits ein Jahr zuvor war ihm der Titel Professor honorarius verliehen worden. Er erhielt außerdem eine königliche Auszeichnung und wurde Ritter des Niederländischen Löwenordens. Auch das Guyot-Denkmal wurde ihm 1829 auf dem Guyotplein in Groningen errichtet.

## Siehe auch

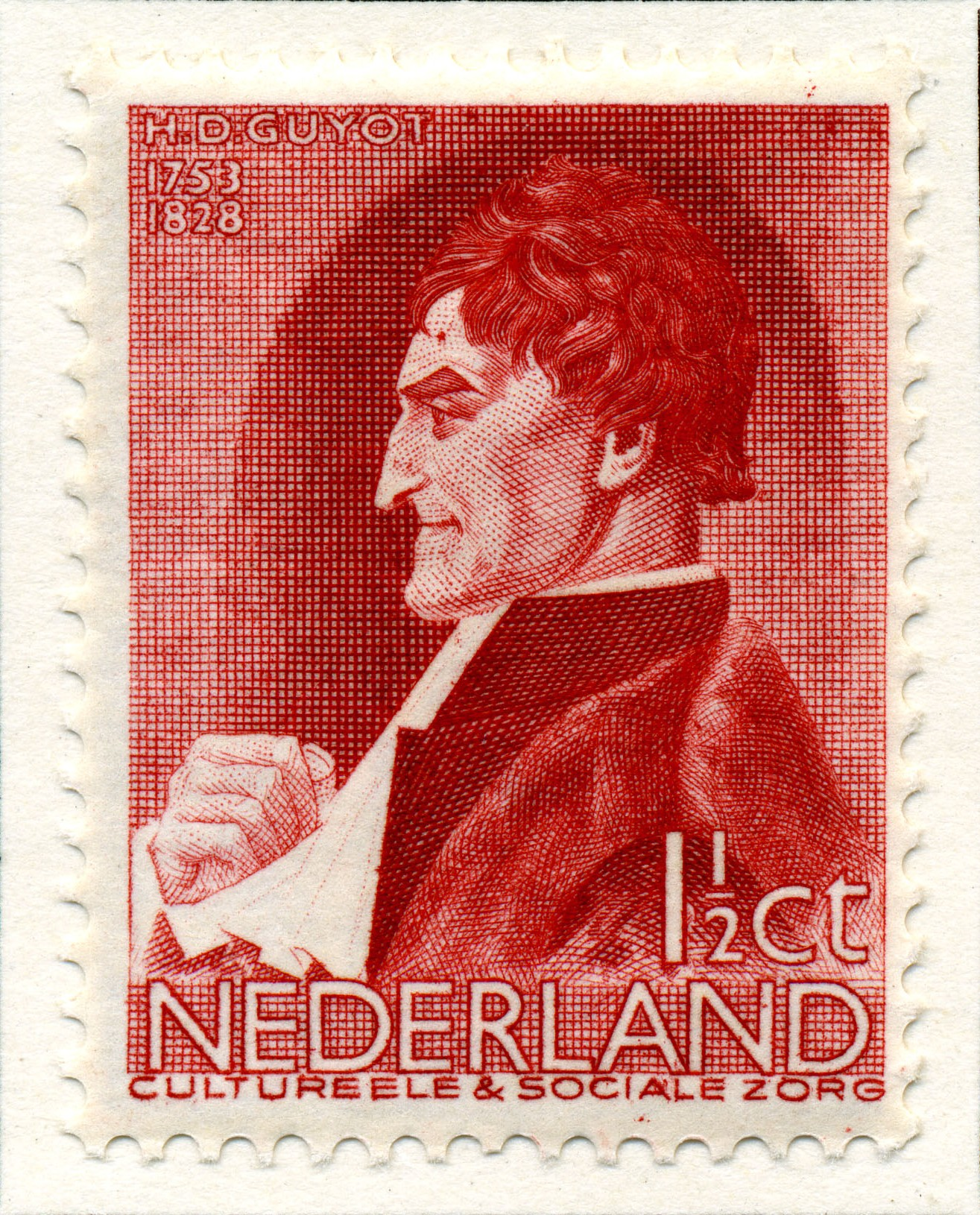
Sommermarke 1935